# Anzia Yezierska

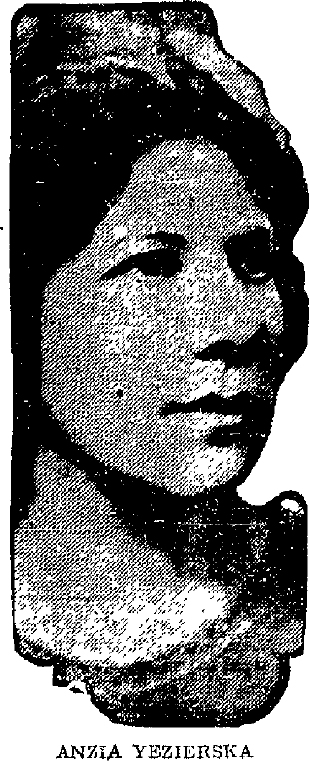
Anzia Yezierska (Bild in The Lima News vom 3. Juli 1922)

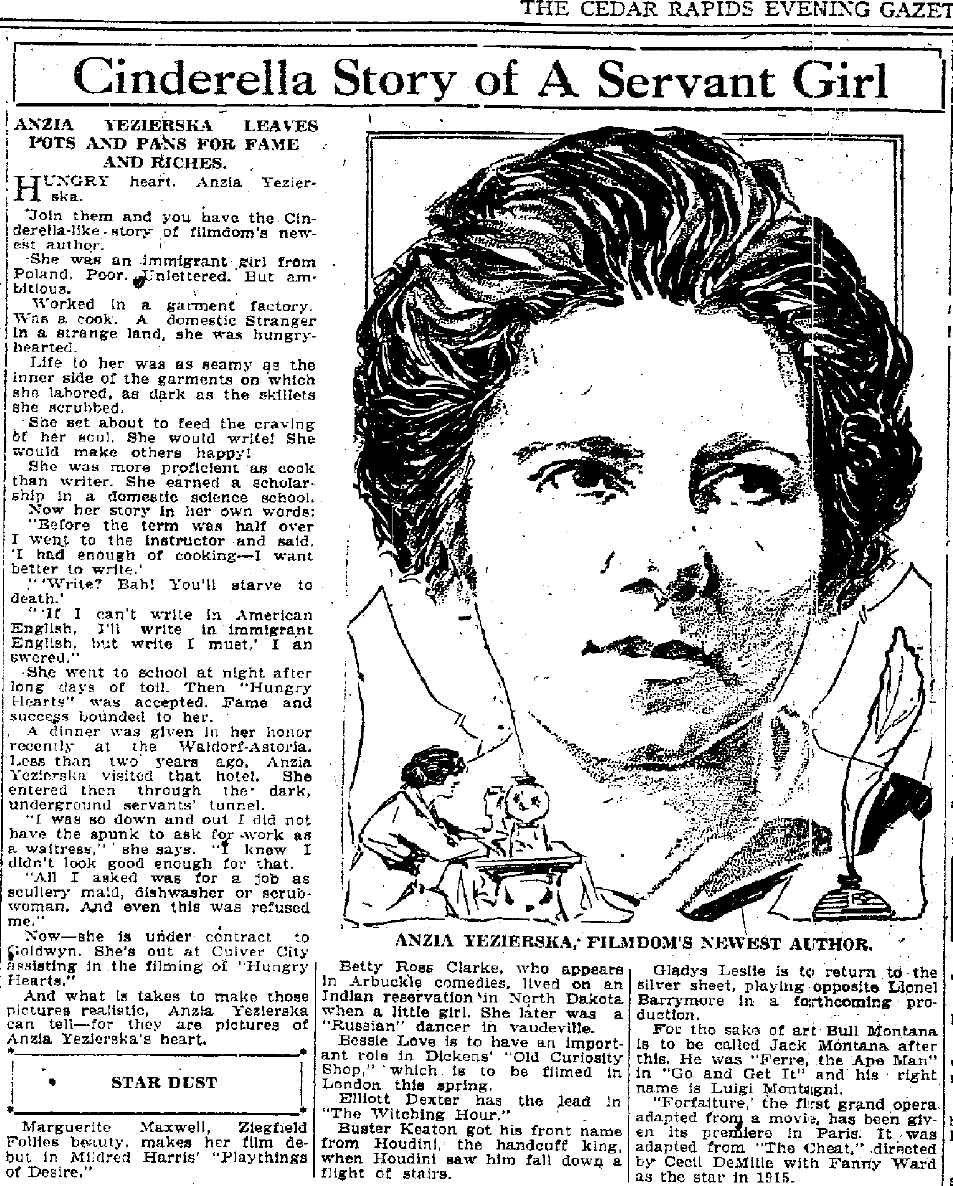
Artikel über Anzia Yezierska in The Cedar Rapids Gazette (5. März 1921)

Anzia Yezierska (* 29. Oktober 1880 [?] in Płońsk, Polen; † 21. November 1970 in Ontario, Kalifornien) war eine aus Polen stammende US-amerikanische Autorin von Kurzgeschichten und Romanen.

## Leben
Die aus einer armen polnisch-jüdischen Familie stammende Yezierska war nach ihrer Einwanderung in die USA im Alter von etwa 15 Jahren als Näherin in einer Textilfabrik sowie als Köchin im New Yorker Hotel Waldorf-Astoria tätig. Sie arbeitete ebenfalls in Wäschereien und lernte Englisch an einer Abendschule. Im Anschluss an eine weitere Ausbildung unterrichtete sie ab 1905 Hauswirtschaftslehre. Nach der Scheidung von ihren beiden Ehemännern und der Geburt einer Tochter 1912 begann sie mit dem Schreiben. Zwischen 1917 und 1918 war sie mit dem Philosophen und Pädagogen John Dewey befreundet. Später studierte sie mit einem Stipendium an der Columbia University sowie an der American Academy of Dramatic Arts, einer 1884 gegründeten privaten Schauspielschule in New York City.
Ihr schriftstellerisches Debüt gab sie 1920 mit Hungry Hearts, einer Sammlung von Kurzgeschichten, die 1922 von der Goldwyn Picture Corporation unter der Regie von E. Mason Hopper verfilmt wurden. Die erfolgreiche Verfilmung dieser Episoden machten Yzierka auf einen Schlag berühmt und zu einer Symbolfigur des «from-rags-to-riches»-Mythos.
Nach einer weiteren Sammlung von teilweise autobiografisch von dem Leben in der New Yorker Lower East Side geprägten Kurzgeschichten mit dem Titel Children of Loneliness: Stories of Immigrant Life in America (1923) veröffentlichte sie die Romane Salome of the Tenements (1923), Bread Givers (1925), der von Theodore Dreisers Roman Jennie Gerhardt (1911) beeinflusst wurde, sowie Arrogant Beggar (1927). 1950 erschienen ihre Memoiren unter dem Titel Red Ribbon on a White Horse (1950).
Auch Salome of the Tenements wurde 1925 von Sidney Olcott mit Jetta Goudal verfilmt.
Nach dem Ausbleiben weiterer erfolgreicher Bücher nahm sie während der 1930er Jahre am Federal Writers’ Project teil, einer Arbeitsbeschaffungsmaßnahme der US-amerikanischen Regierung während des New Deal, mit der arbeitslose Intellektuelle zum Wohl der Allgemeinheit wieder in Lohn und Brot gebracht wurden.
Die Historikerin Alice Kessler-Harris stieß Ende der 1960er Jahre während ihrer Forschungen zu Frauen in der jüdischen Arbeiterbewegung der USA auf die zu diesem Zeitpunkt weitgehend vergessenen Romane von Yezierska. Sie fand in den 1970er Jahren einen neuen Verlag für deren Werke, was zur Wiederentdeckung der Autorin führte.
Yezierska war die Tante der Journalistin Cecelia Ager sowie Großtante von deren Tochter, der Journalistin und Kolumnistin Shana Alexander.

## Werke in deutscher Übersetzung
- Mein Vater, mein Feind. (Bread Givers) Aus dem Englischen von Maria Castro. Dvorah-Verlag, Frankfurt am Main 1993. ISBN 3-927926-07-8.